# Bell'Albero-Premuda
Il Bell'Albero-Premuda (Al Bel'elber in dialetto reggiano), è un quartiere di oltre 2.200 abitanti della periferia ovest di Reggio Emilia posto a meno di 2 km dal centro storico della città. Costituisce, di fatto, l'appendice meridionale dei quartieri Regina Pacis e Orologio. 
È uno dei cinque rioni della città che furono scelti per ospitare, dall'inizio degli anni '60, una scuola dell'infanzia a gestione comunale, incubatrice del Reggio Emilia Approach.

## Geografia
L'agglomerato è situato in un ambito urbano di media pianura nella porzione occidentale del tessuto urbano di Reggio. È lambito a est dal torrente Crostolo, a nord da via Premuda e dal rondò di via Gorizia, a sud e a ovest dal canale demaniale d'Enza (parzialmente tombato).
Confina a nord con Regina Pacis e il quartiere Orologio, a est con Porta Castello esterna a ovest con Roncina e a sud con il Migliolungo e la frazione di Coviolo.
L'altitudine varia da 55 a 60 m s.l.m.

## Origine del nome
Il quartiere prende il nome dall'antico podere denominato Bell'Albero posto a sud-ovest della rotonda dell'acquedotto che presentava un fabbricato rurale di grande interesse e dalla strada vicinale al Crostolo che, negli anni successivi alla prima guerra mondiale, verrà denominata via Premuda.

## Storia
L'ambito comprende l'area di quella che era la zona a ponente del complesso religioso di San Claudio fuori le mura che si collocava all'altezza dell'attuale rione Gattaglio, raso al suolo con la cosiddetta tagliata voluta dal duca di Modena nel XVI secolo. In quel periodo venne deviato, una seconda e ultima volta, il corso del torrente Crostolo, spostandolo nella sede attuale dalla cerchia muraria cittadina. Un secolo prima (1462) il quartiere era stato attraversato dal canale ducale d'Enza, voluto da Borso d'Este per convogliare le acque dell'Enza verso la città e il correggese.
Fino alla prima guerra mondiale la zona si presentava a carattere agricolo, con circa una decina di insediamenti sparsi caratterizzati per lo più da case coloniche prospicienti l'attuale via Premuda e il tratto di via Gorizia posto in località Bell'Albero. Tralasciando qualche abitazione sorta a inizio Novecento sul lungo Crostolo, le prime lottizzazioni sorsero negli anni fra le due guerre, in pieno periodo fascista, nel quadrante posto fra il canale d'Enza, via Premuda e la strada delle Delizie (poi divenuta via Dalmazia e infine, dopo il 1945, via Dante Zanichelli). A causa delle trasformazioni urbanistiche, a partire dal 1946 il territorio fu stralciato dalla parrocchia di San Pellegrino, dopo essere stato conteso per molto tempo con Cavazzoli, e assegnato alla nuova parrocchia di Regina Pacis. La crescita edilizia, tuttavia, indusse la Diocesi a istituire nel 1964 una nuova parrocchia, dedicata al Corpus Domini, il quale tuttavia non ebbe mai una sede effettiva, se non all'interno della chiesetta del Sacro Cuore di via Milazzo, costruita nel 1937 e dotata di una scuola dell'infanzia gestita dalle suore della Fraternità giovanile Paola Frassinetti. Di fatto le opere parrocchiali erano in comune con Regina Pacis e hanno sempre conciso con quelle. L'idea di edificare una chiesa autonoma fu abbandonata a partire dagli anni 1990: negli anni 2010 la parrocchia fu soppressa e riaggregata a Regina Pacis.
Presenza importante del quartiere è la scuola dell'infanzia comunale Robinson Crusoe di via Pastrengo, aperta nel 1963, una delle prime cinque scuole dell'infanzia comunali realizzate dall'amministrazione comunale di Reggio Emilia, per volontà dell'allora sindaco Renzo Bonazzi. Bonazzi fu tra i principali promotori dello sviluppo di nuovi servizi dedicati all'infanzia in mancanza di una legge nazionale che disciplinasse l'educazione dei bambini in età prescolare, fino ad allora prevalentemente affidata agli istituti religiosi femminili e alle parrocchie.
La crescita urbanistica crebbe fino alla fine degli anni 1980, periodo in cui furono realizzati il centro direzionale di via Premuda e il polo scolastico Premuda-Marco Emilio Lepido, oggi divenuto istituto comprensivo.
Fra la seconda metà degli anni '80 e il 1990 il quartiere diventò crocevia di due importanti arterie della viabilità di attraversamento: via Francia e via Inghilterra, quest'ultimo segmento meridionale dell'asse attrezzato costituente la spina ovest del sistema tangenziale di Reggio Emilia.
Del 1998 è la realizzazione del centro commerciale Le Querce, il mall di riferimento per la zona urbana sud-occidentale della città, poi dotato - a partire dagli anni 2000 - di un parcheggio scambiatore di collegamento con il centro storico.
In futuro ospiterà la pista superciclabile di collegamento con l'asse di Val d'Enza, che correrà nel cuneo verde lambito dal canale d'Enza.

## Monumenti e luoghi di interesse

### Architetture civili
- Casino La Pratina (XVIII secolo)[9], via Premuda 12
- Villino Magnani (primo '900), via Premuda 6

### Architetture industriali
- ex Mulino di San Claudio (XVII secolo), via Dante Zanichelli 75

### Aree naturali
Il quartiere conta diversi parchi urbani e il Bosco urbano del Canale d'Enza, un'area boscata posta sul lato nord dell'omonimo corso d'acqua.

#### Parchi
- Parco Solferino[11], via Solferino
- Parco Mercadante[12], via Saverio Mercadante
- Parco Honoré de Balzac[13], via Honoré de Balzac
- Parco Ippolito Nievo[14], via Ippolito Nievo

## Società
La popolazione del Bell'Albero-Premuda era di circa 1.500 residenti nel 1972 e a inizio anni '80 si aggirava attorno ai 2.000 abitanti. Fra il 2014 e il 2019 il quartiere ha visto calare la popolazione del 4,9% attestandosi a 2.234 residenti.
Si tratta di un quartiere popolato da un ingente numero di anziani: infatti l'indice di vecchiaia è molto più alto del dato complessivo comunale (203 contro 137 a livello comunale).
Il tasso di natalità è, in generale, bassissimo anche rispetto alla media cittadina (2,2 contro 8‰). Il numero di componenti medi a nucleo famigliare è di 2,1 componenti a famiglia, un po' più basso di quello del comune (2,2 componenti a nucleo).
Bell'Albero-Premuda è un quartiere in cui la presenza di cittadini stranieri è più bassa del dato generale della città ed è pari al 12,5% (contro il 16,4% a livello comunale). Le prime tre nazionalità non italiane presenti sul territorio provengono da: Albania, Romania e Ucraina.
Il reddito pro capite al 2017 è leggermente inferiore a (€ 24.730) di quello cittadino (€ 26.213).

### Istituzioni, enti e associazioni
- Associazione Sport Disabili Reggio Emilia[16], via Saverio Mercadante 8
- AIDO - Sezione provinciale di Reggio Emilia[17], via Muzio Clementi 2/A
- AVIS - Sezione comunale e provinciale di Reggio Emilia[18][19], via Muzio Clementi 2/A
- Casa del Dono - centro prelievi AUSL[20], via Muzio Clementi 2/A
- Centro per l'impiego di Reggio Emilia[21], via Premuda 40

## Cultura
A livello educativo il quartiere è ricco di strutture scolastiche per l'infanzia e la scuola dell'obbligo; dal punto di vista prettamente culturale i principali poli di riferimento sono dislocati nei quartieri Regina Pacis e Orologio. Nel direzionale di via Premuda e nei fabbricati limitrofi hanno sede diverse associazioni.

### Infanzia
- Nido-scuola d'infanzia comunale Pierino Rivieri-Camille Claudel[22], via Honoré de Balzac 2
- Scuola dell'infanzia comunale Robinson Crusoe[23], via Pastrengo 20

### Scuola dell'obbligo
- Scuola primaria statale Gino Bartali[24], via Premuda 36
- Scuola media statale Marco Emilio Lepido[25], via Premuda 38

## Infrastrutture e trasporti
Le linee del trasporto pubblico che attraversano Bell'Albero-Premuda sono la n. 1 Cavriago-Albinea, transitante su via Gorizia, e la linea G del minibus navetta per il centro storico, che parte dal parcheggio del centro commerciale Le Querce.
Le piste ciclabili transitano in corrispondenza di via Gorizia, via Dante Zanichelli, via Ponchielli, via Premuda, via Francia e il tratto urbano di via Inghilterra. Il quartiere è collegato al centro storico tramite la passerella ciclopedonale sul torrente Crostolo che attraversa il Gattaglio affiancando il cimitero suburbano monumentale di Reggio Emilia. Sugli strumenti di pianificazione territoriale è prevista una superciclabile in affiancamento al canale d'Enza.
Le principale vie di attraversamento viario sono via Gorizia, via Premuda, via Dante Zanichelli, via Unione Sovietica, via Inghilterra e via Francia.

## Economia
Bell'Albero-Premuda è un quartiere a vocazione residenziale e terziaria, molto ricco di esercizi commerciali e uffici e comprendente al suo interno il centro commerciale Le Querce. Le altre attività sono collocate lungo la parte occidentale di via Premuda e presso il centro direzionale posto fra questa arteria e il rondò dell'acquedotto Iren di via Gorizia, dove è collocato anche il Centro per l'Impiego di Reggio Emilia.

## Amministrazione
La zona è sempre stata sottoposta alla giurisdizione del Comune di Reggio, seppur nei secoli contesa fra le ville (parrocchie) di Cavazzoli (o Borghi di Santo Stefano) e San Pellegrino (o Borghi di Porta Castello). Dal 1980 al 2009 ha fatto parte della Circoscrizione Terza e, dal 2009 al 2014, della Circoscrizione Ovest. Dal 2014 le circoscrizioni di decentramento amministrativo nelle città con meno di 250.000 abitanti delle regioni a statuto ordinario sono state abolite. Il governo della circoscrizione (che comprendeva anche le frazioni più esterne e i quartieri limitrofi) è sempre stato retto da maggioranze di sinistra, guidate dal PCI e dal PSI e, dal 1995, di centrosinistra. La sede circoscrizionale era ospitata all'interno del complesso monumentale del Casino dell'Orologio, in via Massenet, e dal 2009 al 2014 alla sala civica Cesare Zavattini di Pieve Modolena.

## Sport
Il quartiere comprende alcuni impianti sportivi e l'offerta è soddisfatta anche grazie alle attrezzature collocate nei quartieri contigui.
Gli impianti presenti sono:
- Palestra comunale Adriano Roccatagliati[27] (Polisportiva Galileo-GioVolley)[28], via Premuda 36

- Palestra scuola arti marziali Shodan[29], via Premuda 40/10
- Palestra MM Active[30], via Premuda 38/T
- Pista d'atletica istituto comprensivo statale Marco Emilio Lepido, via Premuda 38
- Campetto di calcio comunale ad accesso libero, via Ippolito Nievo 34

Fra l'istituto comprensivo Lepido di via Premuda e il canale d'Enza era presente lo skatepark comunale Cristian Camposeo - Romano Valeriani, oggi in disuso.